# Rivellia polita
Rivellia polita är en tvåvingeart som beskrevs av Friedrich Georg Hendel 1932. Rivellia polita ingår i släktet Rivellia och familjen bredmunsflugor. Inga underarter finns listade i Catalogue of Life.